# Берман, Ральф
Ральф Фредерик Берман (англ. Ralph Frederick Beermann; 13 августа 1912 года, Дакота-Сити, Небраска — 17 февраля 1977 года, Су-Сити, Айова) — американский политик, член Палаты представителей США.

## Биография
Берман родился недалеко от Дакота-Сити, штат Небраска, окончил Колледж Морнингсайд в Су-Сити, штат Айова, после чего учился в различных армейских школах. Во время Второй мировой войны Бирман служил на Африканском и Европейском театрах военных действий в армии США в составе 601-го артиллерийского батальона и 301-го артиллерийского полка. После войны он вместе со своими шестью братьями занимался сельским хозяйством, возделыванием люцерны и разведением крупного рогатого скота в родном округе Дакота.
Берман в течение десяти лет был председателем Республиканского центрального комитета округа Дакота и организовал местное отделение «Юных Республиканцев». С 3 января 1961 по 3 января 1965 года он был членом Палаты представителей США. В 1964 году он с небольшим отставанием потерпел поражение. Покинув Конгресс, Берман вернулся в бизнес; с 1972 по 1977 год он входил в совет директоров Nebraska Public Power District.
Берман погиб в авиакатастрофе 17 февраля 1977 года в возрасте 64 лет и 188 дней, когда одномоторный самолет, которым он управлял, разбился в муниципальном аэропорту Су-Сити. Похоронен на городском кладбище Дакота-Сити. Он был членом лютеранской церкви, а также членом фермерского бюро, Американского легиона, Общества ветеранов зарубежных войн и Киванис.